# Sheffield United Football Club 2021-2022
Questa voce raccoglie le informazioni riguardanti lo Sheffield United Football Club nelle competizioni ufficiali della stagione 2021-2022.

## Stagione
Dopo la deludente retrocessione dalla Premier League della stagione precedente, le Blades tornano ad affrontare il campionato di Championship e lo fanno assumendo una nuova guida tecnica: il serbo Slaviša Jokanović, ex vincitore della serie cadetta ai tempi della sua esperienza al Fulham. Jokanović, firmando un contratto triennale, diventa il primo manager non britannico della storia dello Sheffield United, e sostituisce Paul Heckingbottom, il quale era stato chiamato a guidare le Blades nella seconda parte della scorsa stagione, dopo l'addio della leggenda contemporanea dello United: Chris Wilder.
Sul mercato, le Blades puntano a confermare la quasi totalità della rosa che ha disputato le ultime due stagioni in massima serie. tra i grandi nomi che lasciano la squadra, infatti, ne spiccano soltanto tre, quelli di: Aaron Ramsdale, venduto all'Arsenal per una cifra intorno ai 25 milioni di sterline, John Lundstram (svincolatosi dal Club per accasarsi ai Rangers) e Phil Jagielka (l'ex-capitano dell'Everton, che si trasferisce a zero al Derby County di Wayne Rooney). Gli acquisti, invece, sono quasi tutti in prestito e riguardano giocatori di notevole qualità per la Championship e provenienti per la quasi totalità dalla Premier League. Tra questi spiccano i nomi di Conor Hourihane (dall'Aston Villa), Morgan Gibbs-White (dal Wolverhampton) e Ben Davies (dal Liverpool), oltre a quello di Robin Olsen (di proprietà della Roma, ma in prestito all'Everton lo scorso anno).
Nonostante queste premesse e il chiaro intento di voler tornare immediatamente in Premier League, la stagione delle Blades parte nel peggiore dei modi: esclusa la vittoria (peraltro risicata) contro il Carlisle United in Coppa di Lega, lo United porta a casa soltanto due pareggi dalle prime sei partite disputate. Questa pessima partenza, che lascia le Blades al penultimo posto della graduatoria, comincia a far notare i futuri problemi che attraverseranno la gestione Jokanović.
Nelle successive sette giornate lo United riesce a risollevare la testa, portando a casa quattro vittorie e un pareggio da questi impegni. La forma altalenante, però, continua, e i malumori all'interno dell'ambiente continuano a crescere. Le divergenze tra manager e società diventano insanabili intorno alla fine di novembre: nonostante la vittoria contro il Reading (1-0 in trasferta), la dirigenza decide si esonerare Jokanović dopo solo quattro mesi in carica e un anonimo tredicesimo posto in classifica. Al suo posto viene richiamato Paul Heckingbottom, il quale, questa volta, assume l'incarico in maniera definitiva, firmando un contratto fino al 2026.
Sebbene la carriera tra i professionisti, come manager, sia stata avara di grandi soddisfazioni (non ultima la retrocessione all'ultimo posto in classifica della stagione precedente), Heckingbottom gode del supporto della dirigenza e di un'ottima serie di risultati favorevoli. Con lui in carica, infatti, le Blades perdono solo due partite (di cui una in FA Cup contro i Wolves) tra la fine di novembre e l'inizio di febbraio, risalendo la classifica fino a portarsi a soli tre punti di distanza dalla zona play-off.
A onor del vero, il periodo appena citato è decisamente scarno di impegni per lo United: tra la metà di dicembre e quella di gennaio, infatti, le Blades arrivano ad avere ben quattro giornate da recuperare rispetto allo svolgimento del campionato di Championship (dove non torneranno a giocare prima del 15 gennaio 2022). a causa dell'elevato numero di positività al COVID tra i propri giocatori e quelli delle squadre avversarie.
In questo periodo, e in particolare nella gara vinta 2-0 sul campo del Peterborough, le Blades hanno comunque che di festeggiare: il capitano Billy Sharp, infatti, diventa il miglior marcatore di sempre in Championship, da quando la serie cadetta ha assunto la sua nuova forma e denominazione, con la bellezza di 122 gol (diventati ben presto 123, con la rete segnata al Birmingham City la settimana successiva).
Dal mercato invernale, invece, arriva l'acquisto a titolo definitivo del portiere Adam Davies (dallo Stoke City), che va a sostituire il partente Olsen, e quello in prestito di Charlie Goode (dal Brentford) il cui compito è quello di andare a sostituire il lungodegente Jack O'Connell, ancora alle prese con un brutto infortunio al legamento crociato, che lo tiene fuori da ormai una stagione e mezzo. Per quanto riguarda le partenze, lo United lascia partire Oliver Burke e Luke Freeman (entrambi in prestito al Millwall), oltre a Lys Mousset, il quale, sempre in prestito, arriva in Serie A, alla Salernitana.
Nelle successive sei partite, a cavallo tra gennaio e febbraio, le Blades raccolgono un ottimo bottino di punti (14), frutto di quattro vittorie e due pareggi. In questo periodo di tempo, infatti, la squadra di Heckingbottom concede un solo gol (contro il Birmingham, nella vittoria per 2-1 arrivata a St Andrews') e si impone su due concorrenti alla promozione come West Brom (2-0, doppietta di Sharp) e Blackburn (1-0, gol di Davies allo scadere). L'ottimo periodo dello United, però, si interrompe il 26 febbraio quando il Millwall vince per 1-0 il match del The Den e anch'esso si rilancia in ottica play-off.
Tra marzo e aprile invece i risultati non sono più scintillanti come nei mesi precedenti. Vengono messi in calendario numerosi recuperi e le Blades vengono chiamate a disputare le ultime due partite che rimanevano in arretrato: l'8 marzo i biancorossi si impongono per 4-1 contro il Middlesbrough di Chris Wilder, al ritorno a Bramall Lane dopo la grande cavalcata da manager delle Blades; il 5 aprile, invece, i ragazzi di Heckingbottom si impongono per 1-0 sul QPR grazie al primo gol negli ultimi due anni di Ollie Norwood. Nel frattempo, però, arrivano anche i pareggi con Nottingham Forest (1-1, rete di Sharp alla quale risponde Yates al 95' per gli ospiti) e Blackpool (0-0) e le sconfitte contro Coventry (1-4, gol di Sander Berge) e Stoke City (0-1). L'unica vittoria al di là dei due recuperi è quella nel South Yorkshire Derby contro il Barnsley (2-0, reti di Berge e Gibbs-White).
Il finale di stagione, condito dai pareggi con Bournemouth (0-0 casalingo) e Bristol City (1-1 con gol di Gibbs-White) e dalla sconfitta all'ultimo secondo contro il Reading (1-2, pari di Ndiaye al 91' e gol-vittoria di Tom McIntyre un minuto dopo), sembra relegare le Blades a una posizione di classifica che "per centimetri" le esclude dai play-off. Le ultime tre gare della regular season, però, sono l'ennesimo, fondamentale colpo di coda che Sharp e compagni si regalano. L'1-0 sul Cardiff (altro gol di Ndiaye), il 3-1 a Loftus Road sul QPR (reti di Ndiaye, Jack Robinson e Hourihane) e il roboante 4-0 ai vincitori del campionato, il Fulham, fanno portare a casa ai ragazzi di Heckingbottom la bellezza di 9 punti, su un totale di 75, e un quinto posto finale.
I play-off vedono le Blades impegnate contro l'ostico Nottingham Forest di Steve Cooper che, infatti, si impone per 2-1 nella gara d'andata disputata a Bramall Lane. Il gol nel recupero del secondo tempo di Sander Berge, però, tiene in vita le speranze di rimonta dello United che, infatti, regalano una prestazione di assoluto livello al City Ground. Sotto 1-0 a causa del gol di Brennan Johnson, gli ospiti non si danno per vinti e prima pareggiano con il solito Morgan Gibbs-White e poi passano addirittura in vantaggio con John Fleck. Dopo aver portato il match ai supplementari, le Blades hanno un'ultima clamorosa occasione a due minuti dal 120', ma la straordinaria parata di Brice Samba su Ndiaye fa concludere la gara ai calci di rigore. Proprio dal dischetto, è di nuovo l'estremo difensore del Forest che si supera e para i tiri dal dischetto di Norwood, Hourihane e quello decisivo di Gibbs-White, portando così la sua squadra alla finale di Wembley e lasciando alle Blades un amaro finale di stagione. Alla delusione sul campo, si aggiunge anche un episodio decisamente spiacevole: in concomitanza con l'invasione di campo dei tifosi di casa, il capitano dello United, Billy Sharp, viene aggredito da uno di questi, evento per il quale la polizia comincia ad indagare.

## Maglie e sponsor
Anche per questa stagione, lo sponsor tecnico dello Sheffield United è il famoso marchio tedesco Adidas. Main sponsor per questa stagione è Randox Health, il quale sostituisce USG Group, sponsor principale durante i due anni di permanenza in Premier League. Come da regolamento della Championship è prevista anche la possibilità di aggiungere un back sponsor sul retro delle maglie, opportunità che le Blades sfruttano tornando a collaborare con DoorDeals, marchio che era stato presente sulle schiene dello United anche nell'ultimo anno di cadetteria, quello della promozione.
La prima maglia è, come sempre, a righe verticali bianche e rosse con maniche rosse e pantaloncini neri, i cui dettagli bianchi sono rappresentati dalle solite three stripes, ripetute (sempre in bianco) anche sui calzettoni rossi.
La maglia da trasferta, invece, è interamente nera con dettagli (sempre in stile Adidas) bianchi, così come i calzettoni. I calzoncini sono invece a colori invertiti.
Adidas non prevede una terza maglia per questa stagione, ma, in alcune circostanze, le Blades utilizzano la terza muta della passata stagione, i cui colori dominanti sono il verde e il giallo oro.

## Rosa
Rosa aggiornata al 20 aprile 2022.
| N. |                        | Ruolo | Calciatore             |
| -- | ---------------------- | ----- | ---------------------- |
| 1  | Galles (bandiera)      | P     | Adam Davies            |
| 2  | Inghilterra (bandiera) | D     | George Baldock         |
| 3  | Irlanda (bandiera)     | D     | Enda Stevens           |
| 4  | Scozia (bandiera)      | C     | John Fleck             |
| 5  | Inghilterra (bandiera) | D     | Jack O'Connell         |
| 6  | Inghilterra (bandiera) | D     | Chris Basham           |
| 7  | Inghilterra (bandiera) | A     | Rhian Brewster         |
| 8  | Norvegia (bandiera)    | C     | Sander Berge           |
| 9  | Scozia (bandiera)      | A     | Oliver McBurnie        |
| 10 | Inghilterra (bandiera) | A     | Billy Sharp (capitano) |
| 11 | Francia (bandiera)     | A     | Lys Mousset            |
| 12 | Irlanda (bandiera)     | D     | John Egan              |
| 13 | Inghilterra (bandiera) | D     | Max Lowe               |
| 14 | Scozia (bandiera)      | A     | Oliver Burke           |
| 15 | Inghilterra (bandiera) | C     | Luke Freeman           |
| 16 | Inghilterra (bandiera) | C     | Oliver Norwood         |
| 17 | Irlanda (bandiera)     | A     | David McGoldrick       |
| 18 | Inghilterra (bandiera) | P     | Wes Foderingham        |
| 19 | Inghilterra (bandiera) | D     | Jack Robinson          |
| 20 | Inghilterra (bandiera) | D     | Jayden Bogle           |

| N. |                        | Ruolo | Calciatore             |
| -- | ---------------------- | ----- | ---------------------- |
| 21 | Paesi Bassi (bandiera) | P     | Michael Verrips        |
| 22 | Inghilterra (bandiera) | D     | Ben Davies             |
| 23 | Inghilterra (bandiera) | C     | Ben Osborn             |
| 24 | Irlanda (bandiera)     | C     | Conor Hourihane        |
| 25 | Algeria (bandiera)     | C     | Adlène Guedioura       |
| 25 | Croazia (bandiera)     | D     | Filip Uremović         |
| 26 | Inghilterra (bandiera) | D     | Charlie Goode          |
| 27 | Inghilterra (bandiera) | C     | Morgan Gibbs-White     |
| 28 | Inghilterra (bandiera) | D     | Regan Slater           |
| 29 | Francia (bandiera)     | A     | Iliman Ndiaye          |
| 30 | Inghilterra (bandiera) | C     | Zak Brunt              |
| 31 | Inghilterra (bandiera) | P     | Jake Eastwood          |
| 32 | Inghilterra (bandiera) | A     | Tyler Smith            |
| 32 | Danimarca (bandiera)   | C     | William Osula          |
| 33 | Galles (bandiera)      | D     | Rhys Norrington-Davies |
| 34 | Inghilterra (bandiera) | D     | Kyron Gordon           |
| 35 | Polonia (bandiera)     | D     | Kacper Łopata          |
| 36 | Inghilterra (bandiera) | A     | Daniel Jebbison        |
| 40 | Inghilterra (bandiera) | D     | Femi Seriki            |

## Calciomercato

### Sessione estiva(dal 01/07 al 31/08)
| Acquisti         | Acquisti           | Acquisti      | Acquisti   |
| R.               | Nome               | da            | Modalità   |
| ---------------- | ------------------ | ------------- | ---------- |
| D                | Joe Starbuck       | Grimsby Town  | definitivo |
| C                | Adlène Guedioura   | Al-Gharafa    | svincolato |
| Altre operazioni |                    |               |            |
| R.               | Nome               | da            | Modalità   |
| D                | Ben Davies         | Liverpool     | prestito   |
| C                | Conor Hourihane    | Aston Villa   | prestito   |
| C                | Morgan Gibbs-White | Wolverhampton | prestito   |
| P                | Robin Olsen        | Roma          | prestito   |

| Cessioni         | Cessioni        | Cessioni          | Cessioni             |
| R.               | Nome            | a                 | Modalità             |
| ---------------- | --------------- | ----------------- | -------------------- |
| P                | Aaron Ramsdale  | Arsenal           | definitivo (£25mln)  |
| D                | Phil Jagielka   | Derby County      | gratuito             |
| C                | John Lundstram  | Rangers           | gratuito             |
| P                | Simon Moore     | Coventry City     | gratuito             |
| C                | Jack Rodwell    | Western Sydney    | gratuito             |
| D                | Kean Bryan      | West Brom         | gratuito             |
| A                | Tyler Smith     | Hull City         | definitivo           |
| Altre operazioni |                 |                   |                      |
| R.               | Nome            | a                 | Modalità             |
| D                | Max Lowe        | Nottingham Forest | prestito             |
| A                | Daniel Jebbison | Burton Albion     | prestito             |
| P                | Jake Eastwood   | Portsmouth        | prestito settimanale |

### Sessione invernale(dal 01/01 al 31/01)
| Acquisti         | Acquisti        | Acquisti        | Acquisti             |
| R.               | Nome            | da              | Modalità             |
| ---------------- | --------------- | --------------- | -------------------- |
| P                | Adam Davies     | Stoke City      | definitivo (£250k)   |
| C                | Connor Barratt  | Birmingham City | definitivo           |
| Altre operazioni |                 |                 |                      |
| R.               | Nome            | da              | Modalità             |
| A                | Daniel Jebbison | Burton Albion   | rientro dal prestito |
| P                | Jake Eastwood   | Portsmouth      | rientro dal prestito |
| D                | Charlie Goode   | Brentford       | prestito             |

| Cessioni         | Cessioni         | Cessioni        | Cessioni   |
| R.               | Nome             | a               | Modalità   |
| ---------------- | ---------------- | --------------- | ---------- |
| D                | Regan Slater     | Hull City       | definitivo |
| C                | Adlène Guedioura |                 | rilasciato |
| Altre operazioni |                  |                 |            |
| R.               | Nome             | a               | Modalità   |
| D                | Kacper Łopata    | Southend United | prestito   |
| D                | Zak Brunt        | Notts County    | prestito   |
| P                | Michael Verrips  | Fortuna Sittard | prestito   |
| A                | Lys Mousset      | Salernitana     | prestito   |
| A                | Oliver Burke     | Millwall        | prestito   |
| C                | Luke Freeman     | Millwall        | prestito   |

### Operazioni esterne alle sessioni
| Acquisti | Acquisti       | Acquisti    | Acquisti    |
| R.       | Nome           | da          | Modalità    |
| -------- | -------------- | ----------- | ----------- |
| D        | Filip Uremović | Rubin Kazan | regole FIFA |

## Risultati

### EFL Championship
| Arbitro: | Tim Robinson |

|  |           |           |
|  | Marcatori | Colin 71’ |

| Swansea 14 agosto 2021, ore 20:00 BST 2ª giornata | Swansea City | 0 – 0 referto | Sheffield Utd | Swansea.com Stadium (15 946 spett.)\| Arbitro: \| Keith Stroud \| |
| Arbitro:                                          | Keith Stroud |               |               |                                                                   |

| Arbitro: | Matt Donohue |

|                                                              |           |  |
| J. Robinson 26’ (aut.) O'Shea 47’ Mowatt 53’ C. Robinson 59’ | Marcatori |  |

| Arbitro: | Michael Salisbury |

|             |           |                             |
| Sharp 90+2’ | Marcatori | Koroma 75’ L. Colwill 90+4’ |

| Luton 28 agosto 2021, ore 15:00 BST 5ª giornata | Luton Town  | 0 – 0 referto | Sheffield Utd | Kenilworth Road (9 774 spett.)\| Arbitro: \| Andy Davies \| |
| Arbitro:                                        | Andy Davies |               |               |                                                             |

| Arbitro: | Steve Martin |

|                                                             |           |                                       |
| Ndiaye 14’, 70’ Fleck 51’ Osborn 53’, 90+3’ Gibbs-White 68’ | Marcatori | Marriott 40’ Clarke-Harris 79’ (rig.) |

| Arbitro: | Geoff Eltringham |

|                          |           |                        |
| Gibbs-White 7’ Berge 84’ | Marcatori | Johnson 19’ Riis 90+5’ |

| Arbitro: | Dean Whitestone |

|                  |           |                         |
| Lewis-Potter 74’ | Marcatori | Sharp 17’ Egan 50’, 61’ |

| Arbitro: | David Webb |

|                  |           |  |
| Sharp 17’ (rig.) | Marcatori |  |

| Arbitro: | James Linington |

|                       |           |  |
| Watmore 9’ McNair 37’ | Marcatori |  |

| Arbitro: | Robert Jones |

|                                |           |                 |
| Solanke 62’ (rig.) Billing 65’ | Marcatori | Gibbs-White 56’ |

| Arbitro: | Keith Stroud |

|                            |           |           |
| Mousset 80’ McGoldrick 83’ | Marcatori | Brown 55’ |

| Arbitro: | Matt Donohue |

|                  |           |                             |
| Sharp 45’ (rig.) | Marcatori | J. Wallace 11’ Cooper 90+2’ |

| Arbitro: | Gavin Ward |

|                         |           |                             |
| Cole 78’ Leya Iseka 82’ | Marcatori | Mousset 51’, 53’ Osborn 72’ |

| Arbitro: | Tony Harrington |

|  |           |              |
|  | Marcatori | Anderson 76’ |

| Arbitro: | Leigh Doughty |

|             |           |                 |
| Grabban 83’ | Marcatori | Gibbs-White 78’ |

| Arbitro: | Oliver Langford |

|                                         |           |             |
| Khadra 37’ Brereton Díaz 59’ Poveda 70’ | Marcatori | Brewster 2’ |

| Sheffield 20 novembre 2021, ore 12:00 GMT 18ª giornata | Sheffield Utd     | 0 – 0 referto | Coventry City | Bramall Lane (28 075 spett.)\| Arbitro: \| Michael Salisbury \| |
| Arbitro:                                               | Michael Salisbury |               |               |                                                                 |

| Arbitro: | Andy Davies |

|  |           |           |
|  | Marcatori | Bogle 57’ |

| Arbitro: | Geoff Eltringham |

|                        |           |  |
| Brewster 40’ Sharp 89’ | Marcatori |  |

| Arbitro: | John Busby |

|                           |           |                                          |
| Harris 32’ McGuinness 90’ | Marcatori | Gibbs-White 61’ Sharp 73’ McGoldrick 75’ |

| Arbitro: | Darren Bond |

|            |           |  |
| Norwood 9’ | Marcatori |  |

| Arbitro: | James Linington |

|  |           |           |
|  | Marcatori | Ndiaye 3’ |

| Arbitro: | David Webb |

|                     |           |                            |
| Browne 71’ Riis 89’ | Marcatori | Bogle 17’ Sharp 39’ (rig.) |

| Sheffield 15 febbraio 2022, ore 19:45 GMT 25ª giornata | Sheffield Utd   | 0 – 0 referto | Hull City | Bramall Lane (27 601 spett.)\| Arbitro: \| Oliver Langford \| |
| Arbitro:                                               | Oliver Langford |               |           |                                                               |

| Arbitro: | Tim Robinson |

|                                                     |           |             |
| Berge 23’ Sharp 25’ J. Robinson 59’ Gibbs-White 79’ | Marcatori | Balogun 62’ |

| Arbitro: | Graham Scott (Berks & Bucks) |

|                   |           |  |
| Lawrence 69’, 78’ | Marcatori |  |

| Arbitro: | Steve Martin |

|                              |           |  |
| Brewster 48’ J. Robinson 51’ | Marcatori |  |

| Arbitro: | Dean Whitestone |

|  |           |                             |
|  | Marcatori | Sharp 54’ Morton 81’ (aut.) |

| Arbitro: | Keith Stroud |

|            |           |                     |
| Taylor 61’ | Marcatori | Sharp 64’ Bogle 75’ |

| Arbitro: | Leigh Doughty |

|                |           |  |
| Sharp 22’, 80’ | Marcatori |  |

| Huddersfield 12 febbraio 2022, ore 12:30 GMT 32ª giornata | Huddersfield Town | 0 – 0 referto | Sheffield Utd | John Smith's Stadium (17 523 spett.)\| Arbitro: \| James Linington \| |
| Arbitro:                                                  | James Linington   |               |               |                                                                       |

| Arbitro: | David Webb |

|                                            |           |  |
| Gibbs-White 14’, 78’ Baldock 17’ Sharp 38’ | Marcatori |  |

| Arbitro: | Matt Donohue |

|                 |           |  |
| B. Davies 90+2’ | Marcatori |  |

| Arbitro: | Michael Salisbury |

|            |           |  |
| Cooper 61’ | Marcatori |  |

| Arbitro: | Josh Smith |

|           |           |             |
| Sharp 69’ | Marcatori | Yates 90+5’ |

| Arbitro: | Jeremy Simpson |

|                                         |           |           |
| Gyökeres 20’ O'Hare 52’, 59’ Godden 68’ | Marcatori | Berge 16’ |

| Blackpool 16 marzo 2022, ore 19:45 GMT 38ª giornata | Blackpool        | 0 – 0 referto | Sheffield Utd | Bloomfield Road (11 915 spett.)\| Arbitro: \| Geoff Eltringham \| |
| Arbitro:                                            | Geoff Eltringham |               |               |                                                                   |

| Arbitro: | Matt Donohue |

|                           |           |  |
| Berge 54’ Gibbs-White 76’ | Marcatori |  |

| Arbitro: | David Webb |

|                 |           |  |
| Egan 77’ (aut.) | Marcatori |  |

| Sheffield 9 aprile 2022, ore 12:45 BST 41ª giornata | Sheffield Utd   | 0 – 0 referto | Bournemouth | Bramall Lane (26 769 spett.)\| Arbitro: \| Dean Whitestone \| |
| Arbitro:                                            | Dean Whitestone |               |             |                                                               |

| Arbitro: | Gavin Ward |

|              |           |                         |
| Ndiaye 90+1’ | Marcatori | João 16’ McIntyre 90+2’ |

| Arbitro: | Keith Stroud |

|            |           |                 |
| Martin 49’ | Marcatori | Gibbs-White 60’ |

| Arbitro: | Oliver Langford |

|            |           |  |
| Ndiaye 47’ | Marcatori |  |

| Arbitro: | Peter Bankes |

|            |           |                                         |
| Austin 31’ | Marcatori | Ndiaye 54’ Robinson 73’ Hourihane 90+4’ |

| Arbitro: | Josh Smith |

|                                                  |           |  |
| Gibbs-White 10’ Ndiaye 21’ Berge 25’ Stevens 49’ | Marcatori |  |

#### Play-off promozione
| Arbitro: | Andre Marriner (West Midlands) |

|             |           |                         |
| Berge 90+1’ | Marcatori | Colback 10’ Johnson 71’ |

| Arbitro: | Michael Oliver (Northumberland) |

|                          |                      |                                            |
| Johnson 19’              | Marcatori            | Gibbs-White 47’ Fleck 75’                  |
| Johnson Cafú Cook Lolley | Tiri di rigore 3 – 2 | Norwood Hourihane Berge Ndiaye Gibbs-White |

### FA Cup

#### Turni eliminatori
| Arbitro: | Paul Tierney |

|                                |           |  |
| Podence 14’, 80’ N. Semedo 73’ | Marcatori |  |

### EFL Cup

#### Turni eliminatori
| Arbitro: | James Oldham |

|              |           |  |
| Brewster 24’ | Marcatori |  |

| Arbitro: | Anthony Backhouse |

|                       |           |            |
| Freeman 53’ Sharp 76’ | Marcatori | Sibley 44’ |

| Arbitro: | John Brooks |

|                                  |                      |                                      |
| Stevens 8’ McBurnie 66’          | Marcatori            | Diallo 23’ Salisu 53’                |
| Norwood Brewster Osborn McBurnie | Tiri di rigore 2 – 4 | Ward-Prowse Adams Broja Diallo Romeu |

## Statistiche

### Statistiche di squadra
Statistiche aggiornate al 18 maggio 2022.
| Competizione | Punti       | In casa | In casa | In casa | In casa | In casa | In casa | In trasferta | In trasferta | In trasferta | In trasferta | In trasferta | In trasferta | Totale | Totale | Totale | Totale | Totale | Totale | DR  |
| Competizione | Punti       | G       | V       | N       | P       | Gf      | Gs      | G            | V            | N            | P            | Gf           | Gs           | G      | V      | N      | P      | Gf     | Gs     | DR  |
| ------------ | ----------- | ------- | ------- | ------- | ------- | ------- | ------- | ------------ | ------------ | ------------ | ------------ | ------------ | ------------ | ------ | ------ | ------ | ------ | ------ | ------ | --- |
| Championship | 75          | 23      | 13      | 5       | 5       | 38      | 15      | 23           | 8            | 7            | 8            | 25           | 30           | 46     | 21     | 12     | 13     | 63     | 45     | +18 |
| Play-off     | Semifinale  | 1       | 0       | 0       | 1       | 1       | 2       | 1            | 1            | 0            | 0            | 2            | 1            | 2      | 1      | 0      | 1      | 3      | 3      | =   |
| FA Cup       | Terzo Turno | 0       | 0       | 0       | 0       | 0       | 0       | 1            | 0            | 0            | 1            | 0            | 3            | 1      | 0      | 0      | 1      | 0      | 3      | -3  |
| EFL Cup      | Terzo Turno | 3       | 2       | 1       | 0       | 5       | 3       | 0            | 0            | 0            | 0            | 0            | 0            | 3      | 2      | 1      | 0      | 5      | 3      | +2  |
| Totale       | 75          | 27      | 15      | 6       | 6       | 44      | 20      | 25           | 9            | 7            | 9            | 27           | 34           | 52     | 24     | 13     | 15     | 71     | 54     | +17 |

### Andamento in campionato
| Giornata  | 1  | 2  | 3  | 4  | 5  | 6  | 7  | 8  | 9  | 10 | 11 | 12 | 13 | 14 | 15 | 16 | 17 | 18 | 19 | 20 | 21 | 22 | 23 | 24 | 25 | 26 | 27 | 28 | 29 | 30 | 31 | 32 | 33 | 34 | 35 | 36 | 37 | 38 | 39 | 40 | 41 | 42 | 43 | 44 | 45 | 46 |
| --------- | -- | -- | -- | -- | -- | -- | -- | -- | -- | -- | -- | -- | -- | -- | -- | -- | -- | -- | -- | -- | -- | -- | -- | -- | -- | -- | -- | -- | -- | -- | -- | -- | -- | -- | -- | -- | -- | -- | -- | -- | -- | -- | -- | -- | -- | -- |
| Luogo     | C  | T  | T  | C  | T  | C  | C  | T  | C  | T  | T  | C  | C  | T  | C  | T  | T  | C  | T  | C  | T  | C  | T  | T  | C  | C  | T  | C  | T  | T  | C  | T  | C  | C  | T  | C  | T  | T  | C  | T  | C  | C  | T  | C  | T  | C  |
| Risultato | P  | N  | P  | P  | N  | V  | N  | V  | V  | P  | P  | V  | P  | V  | P  | N  | P  | N  | V  | V  | V  | V  | V  | N  | N  | V  | P  | V  | V  | V  | V  | N  | V  | V  | P  | N  | P  | N  | V  | P  | N  | P  | N  | V  | V  | V  |
| Posizione | 22 | 20 | 22 | 23 | 23 | 18 | 19 | 15 | 11 | 13 | 14 | 13 | 15 | 14 | 17 | 16 | 18 | 17 | 16 | 13 | 10 | 6  | 11 | 12 | 8  | 5  | 14 | 11 | 11 | 10 | 10 | 8  | 6  | 6  | 7  | 7  | 6  | 9  | 5  | 8  | 6  | 6  | 6  | 6  | 5  | 5  |

Legenda:

Luogo: C = Casa; T = Trasferta. Risultato: V = Vittoria; N = Pareggio; P = Sconfitta.